# Дружковка (Павлодарская область)
Дружковка (каз. Дружковка) — упразднённое село в Успенском районе Павлодарской области Казахстана. Исчезло в ? г.

## История
Село основано в 1912 году немецкими переселенцами из Причерноморья.